# Буково (озеро)
Буково (пол. Bukowo, нім. Buckower See) — озеро на Словінському узбережжі Балтійського моря, на території  ґміни Дарлово Славенського повіту Західнопоморського воєводства Польщі.

## Географія
Площа водного дзеркала становить 17,47 км². Озеро знаходиться на висоті 0,1 — 0,2 м над рівнем моря, а його глибина становить 1,8 м. Довжина озера становить 8,5 км, максимальна ширина 3 км.
Кілька тисяч років тому озеро було затокою Балтійського моря, яка внаслідок дії хвиль, течій і вітрів була відрізано від моря піщаною косою.
Назва Bukowo офіційно представлена в 1948 році, замінивши колишню німецьку назву озера — Buckower See.